# Ramseybukten
Ramsey Bay (Ramseybukten) är en stor vik på den nordöstra delen av Isle of Man. Den sträcker sig 18 kilometer från Point of Ayre, öns norra spets till Maughold Head som är öns östligaste punkt.